# 김만종
김만종(金萬鍾, 1951년 6월 13일 ~ )은 대한민국의 제6·7대 부산광역시 북구의원이다.

## 학력
- 경상전문대학 경영학과 전문 학사 졸업

## 경력
- 대우버스 노동조합 초대·4대 위원장
- 민주노동당 북구 * 강서구갑 지역위원회 부위원장
- 무지개언덕 노인요양원 운영위원장
- 민주평화통일자문회의 부산광역시 북구 협의회 자문위원
- 한국산업기술원 지방자치연구소 자문위원
- 사단법인 북구청년연합회 자문위원
- 구포1·2·3동 주민자치위원회 고문
- 재단법인 북구장학회 감사
- 2010.07 ~ 2014.06 제6대 부산광역시 북구의회 의원
- 2010.07 ~ 2012.07 제6대 부산광역시 북구의회 전반기 기획총무위원회 위원
- 2010.07 ~ 2012.07 제6대 부산광역시 북구의회 전반기 예산결산특별위원회 위원장
- 2012.04 ~ 2012.07 제6대 부산광역시 북구의회 생활쓰레기 민간위탁 업무 등에 대한 행정사무조사특별위원회 위원
- 2012.07 ~ 2014.06 제6대 부산광역시 북구의회 후반기 기획총무위원회 위원
- 2012.07 ~ 2014.06 제6대 부산광역시 북구의회 후반기 의회운영위원회 위원장
- 2014.07 ~ 2018.05 제7대 부산광역시 북구의회 의원
- 2014.07 ~ 2016.07 제7대 부산광역시 북구의회 전반기 의장
- 2016.01.21 더불어민주당 탈당 및 국민의당 입당
- 2016.07 ~ 2018.05 제7대 부산광역시 북구의회 후반기 의장
- 2016.08 ~ 2018.02 국민의당 부산광역시 북구·강서구 갑 지역위원회 위원장

## 역대 선거 결과
|  | 24.91% |

|  | 36.26% |

|  | 9.42% |